# Масельский, Александр Степанович
Алекса́ндр Степа́нович Масе́льский (укр. Олександр Степанович Масельский; 7 декабря 1936, Хмелевое, Одесская область — 12 апреля 1996, Харьков) — советский и украинский сельскохозяйственный и государственный деятель. В 2006 году, посмертно, был удостоен звания Героя Украины, с вручением ордена Державы.
С начала 1980-х годов и вплоть до своей смерти занимал ряд руководящих должностей в органах государственной власти Харьковской области: председатель исполнительного комитета Харьковского областного совета народных депутатов (1983—1992), председатель Харьковского областного совета (1991—1992 и 1994—1996), Представитель Президента Украины в Харьковской области (1992—1995) и председатель Харьковской областной государственной администрации (1995—1996).
Помимо этого избирался депутатом Верховного совета Украинской ССР XI созыва (1985—1988) и народным депутатом СССР (1989—1991) от различных районов Харьковской области. С мая по октябрь 1991 года занимал должность вице-премьер-министра Украины по вопросам сельского хозяйства в правительстве Витольда Фокина.

## Биография

### Происхождение и молодость
Александр Масельский родился 7 декабря 1936 года в селе Хмелевое, в семье колхозника Степана Ивановича Масельского и Александры Артёмовны (в девичестве — Запорожец). Помимо Александра в семье было ещё трое сыновей и две дочери. В 1954 году Масельский начал свою трудовую деятельность, став колхозником, затем с 1955 по 1957 (по другим данным — 1958) год проходил срочную службу в Военно-воздушных силах Вооружённых сил СССР.
После окончания службы в армии, в 1958 году Александр Масельский поступил в Уманский сельскохозяйственный институт, который выбрал по «Справочнику для поступающих в высшие учебные заведения СССР». Во время учёбы в этом вузе познакомился со своей будущей женой — Софией Григорьевной, дочерью преподавателей этого вуза, которая была младше его на несколько лет. В 1963 году Масельский окончил институт, и женился на Софье.

### Работа в совхозах, продолжение учёбы
В 1963 году Александр Степанович вместе с женой были направлены по распределению в колхоз (по другим данным — совхоз) «Коммунист» Краснолиманского района Донецкой области. Работая на этой должности, Масельский сумел не только быстро заслужить авторитет и уважение среди своих подчинённых, но и подавая личный пример мотивировал тех работать более усердно. Проработав на должности бригадира три месяца, Александр Мастельский был повышен в должности до главного агронома колхоза.
На должности главного агронома колхоза «Коммунист» Александр Масельский проработал до 1966 года, после чего по совету тестя и для совершенствования своих знаний и умений в области сельского хозяйства, решил продолжить обучение и поступил на аспирантуру в Киевский научно-исследовательский институт земледелия, который находился в посёлке Чабаны Киево-Святошинского района Киевской области. Некоторое время был младшим научным сотрудником в этом НИИ. После окончания аспирантуры в 1969 году не защитил кандидатскую диссертацию, а продолжил работу в одном из совхозов Славянского района Донецкой области.
Однако в Славянском районе Масельский проработал лишь несколько месяцев, после чего некоторое время работал в Украинском научно-исследовательском институте растительности, селекции и генетики им. В. Я. Юрьева, который находился в Харькове. В этом научно-исследовательском учреждении Александр Степанович начал работать с такими известными учёными как Александр Глянцев, Борис Гурьев и Илья Поляков. В октябре того же 1969 года Масельский стал директором совхоза «Красный Октябрь» Балаклейского района Харьковской области, который находился в ведении института имени В. Я. Юрьева. Несмотря на то, что этот совхоз был одним из крупнейших семенных, он не занимал лидирующие позиции в этой отрасли. За четыре года руководства совхозом «Красный Октябрь» Масельский смог вывести его в число передовых.
В 1973 году в Украинском научно-исследовательском институте им. В. Я. Юрьева Александр Масельский всё же защитил диссертацию по теме «Урожайность кукурузы в зависимости от площади питания и удобрений при взращивании на серой оподзоленной почве» на соискание учёной степени кандидата сельскохозяйственных наук.

### Партийная работа. Балаклея и Валки
В 1973 году Александр Масельский был назначен на должность второго секретаря Балаклейского районного комитета Коммунистической партии Украины, где занимался вопросами сельского хозяйства. По свидетельствам современников Масельский довольно быстро «перерос должность второго секретаря и ему нужно было дать пространство», помимо того тогдашний первый секретарь Балаклейского райкома КПУ Владимир Шматко видя потенциал своего подчинённого «боялся, как бы тот не „перерос“ его».
В 1974 году вследствие интриг первого секретаря Валковского районного комитета КПУ Дмитрия Судака, с должности председателя Валковского районного исполнительного комитета был снят Анатолий Ильченко. Судак, который постоянно боялся, что его могут освободить от занимаемой должности, надеялся, что вместо Ильченко, председателем райисполкома будет назначен неопытный и неподготовленный функционер.
Александр Масельский был назначен председателем Валковского районного исполнительного комитета в августе 1974 года. Отношения между Судаком и Масельским сразу же не сложились. Масельский «работал за троих», в том время как Судак лишь ставил задачи и публично критиковал большинство его действий, что мешало продуктивной работе. Конфликт между Дмитрием Судаком и Александром Масельским завершился уже в ноябре того же года, когда на пленуме Валковского районного комитета КПУ последний был избран первым секретарём этого комитета.
Вскоре после того, как Масельский занял должность первого секретаря Валковского райкома КПУ район вышел в пятёрку лучших по ряду показателей. Среди достижений Масельского на этой должности следует отметить то, что район стал специализироваться животноводстве, в том числе на производстве говядины и свинины, на территории района строились жилые дома, заведения социальной и культурной сфер, автомобильные дороги. Ещё одним важным аспектом деятельности Александра Степановича на этой должности стала реконструкция села Снежков, в рамках которой были перестроены все здания относящиеся к социально-культурному комплексу, все квартиры в селе были газифицированы, подключены к централизованному отоплению и водоснабжению.

### Работа в Харьковском облисполкоме
- 1979—1983 гг. — заместитель председателя, первый заместитель председателя исполкома Харьковского областного совета,
- 1983—1992 гг. — председатель Харьковского областного совета,
- Избирался депутатом Верховного Совета УССР 11 созыва. В 1989—1991 годах — народный депутат СССР от Лозовского района Харьковской области[13], был членом КПСС и членом ЦК КПУ. Участник XIX Всесоюзной конференции КПСС[14].

### Работа на руководящих должностях в Харьковской области после 1991 года
- 1991—1992 гг. — председатель Харьковского областного совета народных депутатов,
- май-октябрь 1991 г. — заместитель премьер−министра Украины,
- 1992—1994 гг. — представитель Президента Украины в Харьковской области,
- 1994—1996 гг. — председатель Харьковского областного совета народных депутатов,
- 1992—1995 гг. — представитель Президента Украины в Харьковской области.

С 1995 г. — председатель Харьковской областной государственной администрации.

### Смерть и похороны
Начиная с января 1996 году здоровье Александра Масельского начало ухудшаться, он «часто болел, даже ложился в больницу». Об ухудшении состояния здоровья Масельского знали лишь близкие ему люди, которые связывали это со стрессом, пережитым во время ликвидации последствий аварии на Диканёвских очистных сооружениях в июне 1995 года. Но начиная со второй половины марта, здоровье Александра Степановича пошло на поправку и он вернулся к работе.
За несколько дней до кончины Масельский дал интервью изданию «Панорама», а в день смерти — 12 апреля, до 14:00 вёл заседание Харьковского областного совета (на котором выступил), после окончания заседания некоторое время работал в своём кабинете в здании Госпрома, в 17:00 на служебной машине отправился в один из районов Харьковской области, а на обратном пути домой скончался. Согласно «Выводу о причинах смерти Александра Степановича Масельского», который был подписан заведующим филиалом № 1 Харьковского областного бюро судебно-медицинских экспертиз Ю. А. Дмитренко и заведующим отделением патологоанатомии городской клинической больницы скорой медицинской помощи С. А. Шарапанюком, смерть Масельского наступила вследствие «атеросклероза аорты, усложнённой разрывом её стенки и кровоизлиянием в полость сердечной сумки на фоне гипертонической болезни».

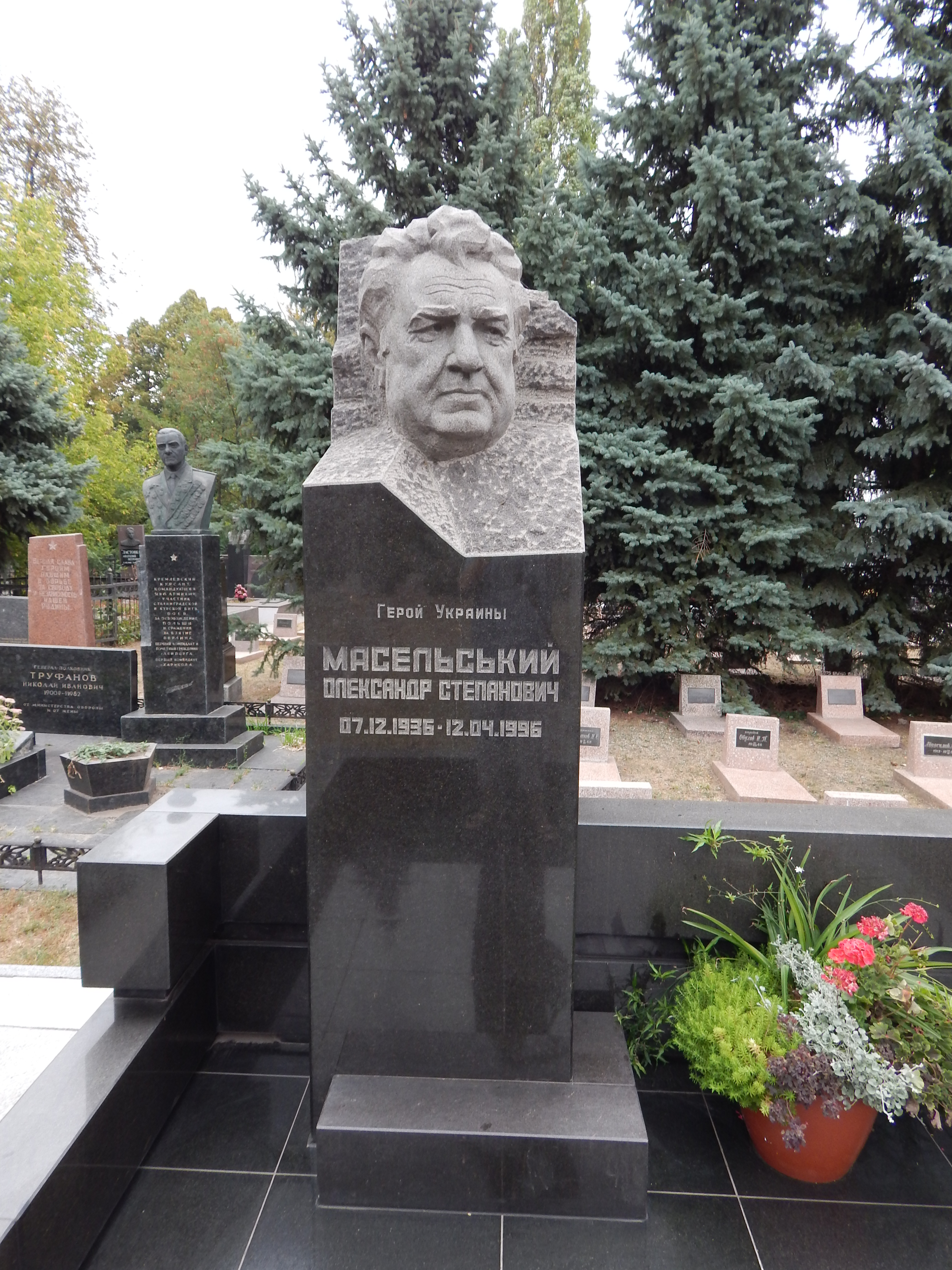
Надгробный памятник Александра Масельского

14 апреля 1996 года Президент Украины Леонид Кучма издал Распоряжение «Об организации похорон председателя Харьковского областного совета, председателя Харьковской областной государственной администрации А. Масельского», согласно которому была создана «Государственная комиссия по организации похорон председателя Харьковского областного совета, председателя Харьковской областной государственной администрации Александр Степановича Масельского» под председательством Евгения Марчука, в состав которой также вошли: В. М. Байбиков, В. В. Дурдинеуц, О. А. Дёмин, А. А. Епифанов, В. П. Ефремов, Н. И. Залудяк, П. И. Лазаренко, В. П. Пустовойтенко, В. П. Рябоконь, В. П. Семиноженко, С. А. Сивоконь, Н. А. Сухомлин, Д. В. Табачник, В. Я. Таций. Церемония прощания и похороны Александра Степановича Масельского состоялись во вторник 16 апреля 1996 года, он был похоронен на центральной аллее Харьковского городского кладбища № 2 на улице Пушкинской, впоследствии рядом с Масельским были похоронены городской голова Харькова (1990—1996) и председатель Харьковской областной государственной администрации (2000—2004) Евгений Кушнарёв (1951—2007) и городской голова Харькова (2010—2020) Геннадий Кернес (1959—2020).
На церемонии прощания среди присутствующих были: Президент Украины Леонид Кучма, заместитель председателя Верховной рады Украины Олег Дёмин, городской глава Харькова Евгений Кушнарёв, председатель Кировоградской областной государственной администрации Николай Сухомлин, губернатор Белгородской области Евгений Савченко, начальник Харьковского военного гарнизона Владимир Толубко и митрополит Харьковский и Богодуховский Никодим. Также среди высказавших свои соболезнования были: экс-премьер-министр Украины Виталий Масол, вице-премьер-министр Украины по политико-правовым вопросам Александр Емец, министр обороны Украины Валерий Шмаров, министр сельского хозяйства и продовольствия Украины Павел Гайдуцкий, министр окружающей природной среды и ядерной безопасности Украины Юрий Костенко, председатель Государственного таможенного комитета Украины Леонид Деркач, председатель Киевской городской государственной администрации Леонид Косаковский, председатель Запорожской областной государственной администрации Вячеслав Похвальский, председатель Тернопольской областной государственной администрации Борис Косенко, городской голова Полтавы Анатолий Кукоба, экс-председатель исполнительного комитета Львовского областного совета народных депутатов Михаил Кирей, губернатор Московской области Анатолий Тяжлов, губернатор Ростовской области Владимир Чуб, уполномоченный президента Грузии в регионе Имеретия и мэр Кутаиси Теймураз Шашиашвили, посол Нидерландов в Украине Роберт Серри, академик Национальной академии наук Украины Пётр Тронько.

## Личная жизнь
С женой Софией Григорьевной воспитал дочь Ирину, которая была замужем за харьковским бизнесменом Александром Ярославским и внука Александра. Одним из племянников Александра Масельского был Степан Иванович Масельский, который в 2004—2005 годах, также как и его дядя возглавлял Харьковскую областную государственную администрацию.

Я всегда работала, в последние годы — энтомонологом на санэпидемстанции, сама вела хозяйство, растила Ирочку. Не было у меня домработниц, нянек. За все годы пару раз ездили на море, в основном отдыхали в Берминводах.— София Масельская

## Награды и звания
Александр Степанович Масельский был удостоен следующих государственных, церковных и региональных наград и званий:
- звание Герой Украины, с вручением ордена Державы (Указ Президента Украины № 1030/2006 от 5 декабря 2006) — «за выдающиеся личные заслуги перед Украиной в государственном строительстве, социально-экономическом и культурном развитии Харьковщины, многолетнюю активную политическую и гражданскую деятельность»[25];
- Почётное отличие Президента Украины (Указ Президента Украины № 353/95 от 7 мая 1995) — «за значительный личный вклад в развитие экономики области, организацию строительства первого пускового участника третей очереди Харьковского метрополитена»[26];
- почётное звание «Заслуженный работник сельского хозяйства Украины» (Указ Президента Украины № 536/93 от 18 ноября 1993) — за значительный личный вклад в увеличение производства сельскохозяйственной продукции, пополнение государственных продовольческих ресурсов[27];
- два ордена Трудового Красного Знамени (1973 и 1976)[28];
- юбилейная медаль «За доблестный труд. В ознаменование 100-летия со дня рождения Владимира Ильича Ленина» (1970)[28];
- звание «Почётный гражданин Харьковской области» (Решение Харьковского областного совета от 30 ноября 2006)[28];
- Орден Святого равноапостольного князя Владимира I степени (УПЦ МП)[29].

## Память

Мемориальная доска А. С. Масельскому на здании Госпрома

7 декабря 1996 года, к 60-летию Александра Масельского, на фасаде 8-го подъезда Госпрома, в котором Масельский работал с 1979 по 1996 год, была открыта мемориальная доска, также в тот же день была открыта ещё одна мемориальная доска — на фасаде дома № 17 по улице Гиршмана, в котором проживал Масельский, и надгробный памятник на Харьковском городском кладбище № 2.
В 2003 году согласно одному из Постановлений Кабинета министров Украины Валковскому лицею было присвоено имя А. С. Масельского. Строительство лицея началось в 1995 году под личным руководством Масельского, и его открытие планировалось в 1997 году. Однако после смерти Александра Степановича, строительство было заморожено, и первая очередь строительства была завершена лишь в 2001 году. Обращение по поводу представления лицею имени Масельского было составлено педагогическим коллективом сразу же после его смерти в 1996 году. На базе школы был создан уголок памяти Александра Масельского, в котором были собраны личные вещи, воспоминания и архивные материалы о нём.

Станция метро «Имени А. С. Масельского»

Мемориальная доска А. С. Масельскому в Валках

29 апреля 2004 года станция Харьковского метрополитена «Индустриальная» была переименована в «Имени А. С. Масельского».
В марте 2006 года на фасаде здания Валковского районного совета была открыта мемориальная доска в память об Александре Масельском.